# جايسون فيرث
جايسون فيرث هو لاعب هوكي جليد كندي، ولد في 29 مارس 1971 في دارتموث في كندا.

## وصلات خارجية
- جايسون فيرث على موقع دوري الهوكي الوطني (الإنجليزية)
- جايسون فيرث على موقع EliteProspects.com (الإنجليزية)
- جايسون فيرث على موقع HockeyDB.com (الإنجليزية)